# ريجدانفيماب
ريجدانفيماب (Regdanvimab)، الذي يُباع تحت الاسم التجاري ريجكيرونا (Regkirona)، هو جسم مضاد وحيد النسيلة يستخدم لعلاج كوفيد-19.يستهدف الجسم المضاد البروتين الشوكي لفيروس سارس-كوف-2. تم تطويره من قبل شركة سيلتريون. يتم إعطاء الدواء عن طريق الوريد.
تشمل الآثار الجانبية الأكثر شيوعًا تفاعلات مرتبطة بالتسريب، بما في ذلك الحساسية وخاصة صدمة الحساسية.
تمت الموافقة على ريجدانفيماب للاستخدام الطبي في الاتحاد الأوروبي في نوفمبر 2021.

## الاستخدام
في الاتحاد الأوروبي، يستخدم ريجدانفيماب لعلاج البالغين المصابين بمرض كوفيد-19 والذين لا يحتاجون إلى الأكسجين التكميلي والذين هم معرضون لخطر متزايد للتقدم إلى حالة شديدة من مرض كوفيد-19.

## للاستزادة
- Kim C، Ryu DK، Lee J، Kim YI، Seo JM، Kim YG، وآخرون (يناير 2021). "A therapeutic neutralizing antibody targeting receptor binding domain of SARS-CoV-2 spike protein". Nature Communications. ج. 12 ع. 1: 288. DOI:10.1038/s41467-020-20602-5. PMC:7803729. PMID:33436577.
- Syed YY (ديسمبر 2021). "Regdanvimab: First Approval". Drugs. ج. 81 ع. 18: 2133–7. DOI:10.1007/s40265-021-01626-7. PMC:8558754. PMID:34724174.

## وصلات خارجية
- "Regdanvimab". Drug Information Portal. U.S. National Library of Medicine.